# Alden Holmes Miller
Alden Holmes Miller (* 4. Februar 1906 in Los Angeles; † 9. Oktober 1965 in Clearlake), meist nur A. H. Miller, war ein US-amerikanischer Ornithologe und Paläontologe.

## Leben
Alden Holmes Miller wurde 1906 als Sohn von Anne und Loye Holmes Miller, selbst angesehener Ornithologe, in Los Angeles geboren. Nach seinem Highschool-Abschluss besuchte er ab 1923 die University of California, Los Angeles, wo er Zoologie, Chemie und Musik studierte und 1927 mit einem Bachelor in Zoologie abschloss. Im Anschluss ging er an die University of California, Berkeley, wo er Virginia Dove kennenlernte, die er 1928 heiratete. 1931 promovierte er bei Joseph Grinnell über die amerikanischen Vertreter der Würger (Lanius). Bis zu Grinnells Tod 1939 arbeitete er eng mit ihm zusammen; seine Arbeit blieb zeitlebens stark von dessen Hang zur akribischen Sammlung von Daten und zur Empirie geprägt. Während er in seinen Monographien zu verschiedenen nordamerikanischen Singvogel-Gattungen sehr auf deren Taxonomie und Phylogenese einging, wandte er sich gleichzeitig auch der Paläornithologie zu, einem in den USA bis dato nur wenig erforschten Bereich.
Ab Juni 1939 arbeitete Miller als Redakteur für den Condor, 1940 wurde er Grinnells Nachfolger als Direktor des Museum of Vertebrate Zoology (MVZ). Von 1953 bis 1956 amtierte er als Präsident der American Ornithologists’ Union (AOU), zudem wurde Miller in die National Academy of Sciences (NAS, 1957) sowie zum Präsidenten der International Commission on Zoological Nomenclature gewählt und erhielt ein Guggenheim-Stipendium. 1965 starb er im kalifornischen Clearlake an einem Herzinfarkt.

## Ehrungen
1943 erhält er die für seine Pionierarbeit Speciation in the avian genus Junco die William-Brewster-Medaille.